# Тимкове (пункт контролю)
47°52′26″ пн. ш. 29°17′9″ сх. д. / 47.87389° пн. ш. 29.28583° сх. д.
Тимко́ве — пункт пропуску через Державний кордон України на кордоні з Молдовою (невизнана республіка Придністров'я).
Розташований в Одеській області, Кодимський район, в однойменному селі, через яке проходить автошлях Р75. Із молдовського боку розташований пункт пропуску «Броштень» поблизу села Броштяни, Рибницький район, на автошляху L137 у напрямку Рибниці.
Вид пункту пропуску — автомобільний. Статус пункту пропуску — міждержавний.
Характер перевезень — пасажирський, вантажний.
Окрім радіологічного, митного та прикордонного контролю, пункт пропуску «Тимкове» може здійснювати фітосанітарний, ветеринарний та контроль Служби міжнародних автомобільних перевезень.
Пункт пропуску «Тимкове» входить до складу митного посту «Котовськ» Південної митниці. Код пункту пропуску — 50010 35 00 (21).